# Bandiera della Moldavia

La bandiera della Repubblica di Moldavia è un tricolore verticale blu (lato del pennone), giallo e rosso. Al centro della bandiera è presente lo stemma moldavo (un'aquila che regge uno scudo con raffigurata la testa di un Uro), per distinguerla dalla bandiera rumena, che ha gli stessi colori.

1:2 Bandiera della Moldavia
1:2 Rovescio

La Moldavia fu parte della Romania fino alla seconda guerra mondiale ed i moldavi fanno parte del gruppo etnico rumeno, da questo deriva la similitudine tra le bandiere.

## Bandiere storiche

Stendardo moldavo nella battaglia di Baia (1467)
Stendardo moldavo nella battaglia di Obertin (1531)
Lo stendardo del Signore della tomba di Ieremia Movilă (1601)
Stendardo della cavalleria moldava (XVII secolo)
Ricostruzione dello stendardo del 1636 di Vasile Lupu
Bandiera di stato della Repubblica Democratica di Moldavia (1917)
Stendardo della Repubblica Democratica di Moldavia (1918)
Stendardo del Sfatul Țării (1917-1918)
Bandiera della Repubblica Socialista Sovietica Autonoma Moldava (1924-1940)
Bandiera della Repubblica Socialista Sovietica Moldava (1940-1952)
Bandiera della Repubblica Socialista Sovietica Moldava (1952-1990)